# Hemistola fulvimargo
Hemistola fulvimargo är en fjärilsart som beskrevs av Inoue 1978. Hemistola fulvimargo ingår i släktet Hemistola och familjen mätare. Inga underarter finns listade i Catalogue of Life.